# Holger Janz
Holger Janz (* 11. September 1966) ist ein ehemaliger deutscher Fußballspieler. Der Stürmer spielte vornehmlich für badische Klubs und kam für den SC Freiburg in der 2. Bundesliga zum Einsatz.

## Sportlicher Werdegang
Janz begann mit dem Fußballspielen beim FV St. Georgen, ehe er für ein Jahr beim FC 08 Villingen in der Jugend spielte. Nach seiner Rückkehr zu seinem Heimatverein, war er dort als A-Jugendlicher bereits Stammkraft im Erwachsenenbereich und erzielte in der seinerzeitig fünftklassigen Landesliga Südbaden 30 Tore. Daraufhin holte der FC 08 Villingen ihn im Sommer 1985 erneut in seine Reihen, für dessen Wettkampfmannschaft der Teenager anschließend in der drittklassigen Oberliga Baden-Württemberg debütierte. Nach einem Trainerwechsel von Hans Cieslarczyk zu Nikolaus Semlitsch etablierte er sich beim im Abstiegskampf befindlichen Klub als Stammspieler und erzielte in 22 Ligaspielen zehn Saisontore. Dies genügte zwar nicht zum Klassenerhalt am Ende der Spielzeit 1985/86, er hatte jedoch den südbadischen Ligakonkurrenten Freiburger FC auf sich aufmerksam gemacht. Beim ehemaligen deutschen Meister, der ihm eine Lehrstelle als Bankkaufmann im Anschluss an sein Abitur vermittelte, sollte er als Teil einer verjüngten Mannschaft, in der Reinhard Binder als einziger zu Saisonbeginn über 30 Jahre alt war, zur mittelfristig angestrebten Rückkehr in die 2. Bundesliga beitragen.
In der unter anderem mit Aleksandar Abutovic und Frank Wormuth verstärkten Mannschaft war Janz auf Anhieb Stammspieler und letztlich mit 14 Saisontoren vor dem zehnfach erfolgreichen Henry Schüler vereinsintern bester Torschütze, der von Uli Bruder trainiert eKlub rangierte jedoch am Saisonende lediglich auf dem vierten Tabellenplatz mit vier Punkten Rückstand auf Oberligameister SV Sandhausen. Wenngleich in der Spielzeit 1987/88 mit acht Saisontoren vereinsintern nunmehr hinter Michael Winkler rangierend, spielte er mit dem Klub in einem Duell mit dem FV 09 Weinheim um die Meisterschaft. Nach einer 0:3-Niederlage am viertletzten Spieltag gegen den Sandhäuser Vorjahresmeister verlor der Klub die Tabellenführung, die nach einer weiteren Auswärtsniederlage am vorletzten Spieltag beim SC Geislingen trotz eines 4:1-Heimerfolgs zum Saisonschluss gegen den Offenburger FV nicht mehr wiedererreicht wurde. Als Vizemeister nahm der Verein an der Deutschen Amateurmeisterschaft teil, schied aber trotz eines 2:1-Auswärtserfolgs bei Eintracht Trier mit einer 0:3-Rückspielniederlage aus. Janz war dabei nicht zum Einsatz gekommen. Anschließend kam es beim verschuldeten Klub zu einem erneuten Umbruch, in dessen Folge die Mannschaft keine konstanten Leistungen abrief und sich im mittleren Tabellenbereich wiederfand. Hier stach Janz jedoch heraus, der in 31 Saisonspielen 25 Tore erzielte und sich damit hinter dem einmal mehr erfolgreichen Volker Rudel an zweiter Stelle der Oberliga-Torschützenliste platzierte.
1989 wechselte Janz innerhalb Freiburgs zum Ortsrivalen SC Freiburg. Hier war er anfangs lediglich Ergänzungsspieler und kam vornehmlich als „Joker“ zum Einsatz. Dabei gelang ihm zwischen dem sechsten und zehnten Spieltag der Zweitligasaison 1989/90 in fünf aufeinander folgenden Spielen jeweils ein Treffer als Einwechselspieler. Anschließend hatte er sich zeitweise in die Startformation gespielt, ehe er wieder aus dem Kader rückte. Am letzten Spieltag erzielte er beim 6:1-Erfolg über den SV Meppen drei Tore, so dass er auf insgesamt elf Treffer in seiner ersten Zweitligaspielzeit kam. Zu Beginn seiner zweiten Spielzeit war er unter dem neuen Trainer Eckhard Krautzun anfangs erneut Stammspieler, ehe er in der zweiten Saisonhälfte wieder ins zweite Glied rückte. Als Volker Finke im Sommer 1991 das Traineramt übernahm, wurde er aussortiert und schloss sich nach 51 Zweitligaspielen und 16 Zweitligatoren dem VfR Mannheim an. 
In der Oberliga Baden-Württemberg gehörte Janz wieder zu den regelmäßigen Torschützen, während sein Mannheimer Klub die Spielzeit 1991/92 als Tabellenzehnter beendete, war er mit 17 Saisontreffern zweitbester Torschütze hinter Fredi Bobic von den direkt davor platzierten TSF Ditzingen. In der folgenden Spielzeit führte er die Mannschaft um Ex-Profis wie Wolfgang Wolf, Aaron Biagioli und Frank Haun mit 14 Treffern auf den vierten Tabellenplatz, ehe seine zehn Tore in der Saison 1993/94 zum dritten Platz und damit zur Qualifikation für die drittklassige Regionalliga Süd reichten. Hier war er noch bis zum Sommer 1996 aktiv, als Zweiter der Saison 1995/96 hinter den Stuttgarter Kickers und als unterlegener Finalist um die Deutsche Amateurmeisterschaft 1996 verabschiedete er sich vom höherklassigen Fußball.

## Sonstiges
Janz' Sohn spielte zeitweise ebenfalls für den Freiburger FC. Während seiner Zeit in Mannheim studierte er Organisationsmanagement an der Universität Mannheim, später wurde er geschäftsführender Gesellschafter eines Lebensmittelherstellers.